# Hieracium taurinense
Hieracium taurinense là một loài thực vật có hoa trong họ Cúc. Loài này được Jord. mô tả khoa học đầu tiên năm 1849.